# Hamelin (obra de teatre)
Hamelin es una obra de teatre del grup Animalario ambientada en el conte del flautista de Hamelin. Fou estrenada al Gran Teatre de Còrdova el 28 d'abril de 2006. Va guanyar quatre premis Max el 2006.

## Argument
Juan Mayorga, actor i presentador de la historia, utilitza el conte del flautista d'Hamelin com excusa per mostrar de manera crua l'entorn en què s'aïlla cada persona per no implicar-se en els problemes reals del conjunt d'ésser humans, per la que tots som responsables de la marginalitat. Des d'aquesta postura fa arribar als espectadors propostes que els actors desenvolupen immediatament, obligant als espectadors a implicar-se.
No existeix una única exposició a la qual segueixi un nus i un desenllaç, però toca tota mena de temes, des del jovent que es prostutitueix per diners fàcils al jutge estrella que canalitza la seva funció mitjançant rodes de premsa.

## Intèrprets
- Andrés Lima
- Alberto San Juan
- Guillermo Toledo
- Nieve de Medina
- Javier Gutiérrez
- Roberto Álamo
- Nathalie Poza.